# Thalamarchis
Thalamarchis là một chi bướm đêm trong họ Crambidae. Đây là chi đơn loài, với duy nhất loài Thalamarchis chalchorma.
Chi này được biết đền từ đảo Sangir trong Quần đảo Mã Lai. Nó có sải cánh dài khoảng 16 mm.